# Коми Кепир
Ко̀ми Кепѝр (на гръцки: Κώμη Κεπήρ; на турски: Büyükkonuk) е село в Кипър, окръг Фамагуста. Според статистическата служба на Северен Кипър през 2011 г. селото има 812 жители.
Де факто е под контрола на непризнатата Севернокипърска турска република.